# Bataille de Nevele
La bataille de Nevele est une bataille de la Guerre de Cent Ans qui se déroula le 13 mai 1381 près du village de Nevele dans la région de Gand en Flandre-Occidentale. Elle opposa une troupe de miliciens gantois à l'ost conduit par le comte Louis II de Flandre.

## Le contexte
Louis de Male, comte de Flandre, est en butte à la révolte des tisserands gantois depuis 1379. Forcé de se retrancher à Lille par l'attaque de Bruges menée par Philippe van Artevelde, il doit faire appel à son gendre Philippe le Hardi, duc de Bourgogne. Ce dernier, qui sait devoir hériter du comté à la mort de Louis II, convainc facilement le jeune Charles VI, dont il est l'oncle et le tuteur, d'organiser cette expédition en Flandre.

## D'aprèsChroniquesdeJean Froissart
Un désaccord important sépara Louis de Male, comte de Flandre et Jehan de Launay (nom orthographié Launoy ou Launoit dans les chroniques), capitaine de Courtrai durant l'année 1380. C'est à peu près à cette époque que Jehan de Launay s'empare du château de Gavre appartenant au comte de Flandre.
Quelques mois plus tard, Jehan de Launay, s'allie avec Rasse de Harselle (de la Maison de Liedekerke), capitaine de Gand et Arnoux Clerc. Ensemble avec 6 000 hommes, ils partent de Gand pour conquérir la ville d'Alost, demandant à ceux qui en avaient la garde de sortir par la porte de Bruxelles pour avoir la vie sauve.
Alost en feu après avoir été pillée, les rebelles se rendirent ensuite à Tenremonde, ville forte qu’ils conquirent, puis celle de Grantmont, qu'ils pillèrent également avant de repartir vers Gand.
Au mois de mars 1381, le comte de Flandre rassembla ses gens des villes d’Ypres, Courtrai, Poperinghe, Damme, l’Écluse et du Franc pour partir de Bruges et rassembler à nouveau ses gens de Lille, Douai, Audenarde dont le souverain capitaine était le seigneur d’Enghien.
Accompagné de 20 000 hommes, Louis de Male se rendit à Gavre, où Jehan de Launay en gardait le chastel. Ce dernier ayant appris que le Comte et ses gens arrivaient sur Gavre, il demanda des secours à Rasse de Harselle qui, à Gand, rassembla près de 6 000 hommes pour se rendre à son secours. Pendant ce temps, Jehan de Launay préféra quitter le château pour aller prendre Deynse, tout en pillant le pays. C’est près de Deynse que Rasse de Harselle et Jehan de Launay se retrouvèrent qui, forts de 12 000 hommes, croisèrent les hommes du comte et en tuèrent 600.
Le comte de Flandre et le seigneur d’Enghien apprenant un tel dommage furent courroucés.
Le sire d’Enghien partit avec 4 000 hommes à Gavre pour y intercepter Jehan de Launay qui n’était plus dans le château, s’étant retiré avec son butin, ses pillages et ses prisonniers.
Le lendemain Rasse de Harselle et Jehan de Launay partirent avec 10 000 hommes à Deynse, pour repartir vers Nevele afin de combattre le sire d’Enghien et ses 4 000 hommes.
C’était le même jour ou Rasse de Harselle, Piètre Dubois et Arnoux Clerc sortirent de Gand pour aller incendier les faubourgs de Courtrai et abattre les moulins, avant de repartir vers Deynse puis Nevele rejoindre Jehan de Launay.
C’est dans les champs entourant le bourg de Nevele que la rencontre eut lieu. L’ost se rangea en 3 batailles de 2 000 hommes chacune.
Du côté du comte, il y avait 1 500 lances, chevaliers et écuyers de Flandre, Hainaut, Brabant et Artois. Le sire d’Engien, maréchal de l’ost, le sire de Montguy, messire Michel de La Hamede, la bâtard d’Enghien, Gilles da Risoy, Hustin du Lay et beaucoup d’autres, le sire de Lens, messire Jean de Berlaymont, le sire de Ghistelles, le sire d’Escornaix, le sire de Hullut, le sire de Hallewin et messire Daniel de Hallewin, messire Thierry de Duske, le sire d’Escambourg, le sire La Gruthuse, messire Jean Vilain, messire Gérard de Marqueilles et plusieurs autres…
Le comte fit 5 batailles fortes de 4 000 hommes chacune (dont 2 sur les ailes) contre les 3 de 2 000 hommes chacune pour les rebelles.
Durant la bataille, les Gantois furent de farouches et adroits combattants, mais les gens du comte furent plus nombreux. Beaucoup de fois, les gens du comte crurent perdre.
À 4 contre 1, des champs, les combattants se rabattirent vers la ville où se tenait un moutier fort.
Jehan de Launay, ébahi et déconfit entra et monta dans le clocher avec ses gens.
Rasse de Harselle qui gardait la porte fut tué. Aussitôt le comte de Flandre fit enflammer le moutier qui s’embrasa jusqu’au clocher.
Jehan de Launay tentait de s’en sortir en offrant tous ses florins à tous ceux qui se trouvaient au bas du moutier. Les gens du comte lui criaient de sauter comme il le faisait faire aux autres.
Jehan de Launay sauta et fut recueilli à coup de lances et d’épées, puis jeté au feu.

## Versions desChroniques
- Jean Froissart - Les troubles de Flandre
- Jean Froissart - Les troubles de Flandre
- Jean Froissart - Les troubles de Flandre
- Jean Froissart - Les troubles de Flandre en Anglais